# Lipce (Świdwin)
Lipce (deutscher Name: Liepz) ist ein Dorf in der polnischen Woiwodschaft Westpommern. Es gehört zur Landgemeinde Świdwin (Schivelbein) im Powiat Świdwin.

## Geografische Lage
Lipce liegt sieben Kilometer südwestlich der Kreisstadt Świdwin und ist auf einer Nebenstraße über Stary Przybysław (Pribslaff) und Oparzno (Wopersnow) im Abzweig am Jezioro Oparzno (Wopersnower See) zu erreichen. Die südliche Ortsgrenze wird von der Rega gebildet, im Norden liegt die Grenze am Jezioro Klępnicko (Glietziger See). Die nächste Bahnstation befindet sich in Klępnica (Glietzig) an der Bahnstrecke Stargard Szczeciński–Gdańsk.

## Geschichte
Südlich des Dorfes Liepz befinden sich im Rega-Bogen Reste eines alten Burgwalls. Im Jahre 1394 wurde das Dorf von der Familie von Wopersnow an den Vogt von Schivelbein verkauft. 1540 kommt es mit dem Amt Schivelbein in den Besitz des Johanniterordens, der ihm im Jahre 1547 das Schulzenamt und Niedergericht verleiht.
1602 hat der Ort ganz oder teilweise zum Amt Karthaus gehört, das 1621 von Lorenz von Wachholz gekauft wird. 1651 ist Liepz im Besitz der Söhne von Wachholz.
Im Jahre 1736 hat Liepz vier Bauern und ist – bis 1808 – dem Mühlenzwang der Schlossmühle Schivelbein unterworfen. 1819 übernimmt die Amtsrätin Konraht die Aufgaben eines Gutsherrn in Liepz. 1884 gibt es keine Bauern mehr im Ort.
Im Jahre 1939 leben in Liepz 120 Menschen in 31 Haushaltungen. Das 726,4 Hektar umfassende Rittergut wurde von Adrian von Borcke bewirtschaftet, zuletzt mit einem Viehbestand von 52 Pferden, 212 Rindern und 180 Schweinen. Das Gut trat durch seine erfolgreiche Remontenzucht und die Haltung von Herdbuchvieh hervor. Je eine Brennerei und Molkerei sorgten für die Verwertung der landwirtschaftlichen Produkte.
Liepz gehörte bis 1945 zum Amts- und Standesamtsbezirk Lankow (polnisch: Łąkowo) im Amtsgerichtsbereich Schivelbein (Świdwin) und lag im Landkreis Belgard (Persante) (Białogard). Bis 1932 hat Liepz zum Landkreis Schivelbein gehört, bis dieser im Landkreis Belgard aufging.
Mit dem Einmarsch der Russen Anfang März 1945 in das Dorf und der im Herbst 1945 einsetzenden Vertreibung der Bevölkerung endete das deutsche Leben in Liepz. Der Ort kam unter dem Namen Lipce in polnische Hand und ist heute ein Teil der Gmina Świdwin im – wieder erstandenen – Kreis Schivelbein.

## Kirche
Liepz hatte keine eigene Kirche. Das Dorf war mit Klemzow (polnisch: Klępczewo), Lankow (Łąkowo), Nieder Göhle (Gola Dolna), Ober Göhle (Gola Górna) und Wussow (Osowo) in das Kirchspiel Wopersnow eingepfarrt. Es gehörte zum Kirchenkreis Schivelbein in der Kirchenprovinz Pommern der evangelischen Kirche der Altpreußischen Union. Rittergutsbesitzer Adrian von Borcke hatte zuletzt das Kirchenpatronat für Liepz inne. Letzter deutscher Geistlicher war Pfarrer Kurt Lemke.
Heute gehört Lipce zum Kirchspiel Koszalin (Köslin) in der Diözese Pommern-Großpolen der polnischen Evangelisch-Augsburgischen Kirche.